# Simone Atangana Bekono
Simone Atangana Bekono, née en 1991, est une poétesse et écrivaine néerlandaise. Ses écrits sont politiques . Elle décrit ce que les discriminations et le racisme font aux personnes qui les subissent.

## Biographie
Atangana Bekono grandit à Dongen, dans le Brabant. Son père est camerounais, sa mère néerlandaise. Elle étudie les médias et la culture à l'Université d'Amsterdam. En 2016, elle est diplômée en écriture créative de l'ArtEZ University of the Arts,.
En 2016, son projet de thèse hoe de eerste vonken zichtbaar waren circule dans le monde littéraire néerlandais. Il s'agit d'un recueil de poésie politique et personnelle, celui d'une femme de couleur. Le recueil est publié en 2017. Il est couronné de nombreux prix et traduit en anglais en 2020, en français en 2023.
En 2017, elle publie le recueil de poésie How the first sparks were visible, pour lequel elle reçoit le Poëziedebutprijs aan Zee 2018 et le Charlotte Köhler Stipendium 2019. Le Volkskrant la nomme l'un des talents littéraires de 2020.
En 2020, son roman Confrontaties se concentre sur la discrimination et le racisme. Le personnage principal Salomé Atabong, une jeune fille noire scolarisée dans un lycée du sud des Pays-Bas lutte fait face à la peur et la colère. Elle est marginalisée, harcelée. Un jour. Le jour où, elle riposte, elle est criminalisée. Elle est placée centre de détention pour mineurs,.
En 2022, elle est chargée du cours L'intimité dans la littérature à l'Université d'Amsterdam.

## Publications
- (nl) Hoe de eerste vonken zichtbaar waren/Comment les premières étincelles se firent visibles (Edition bilingue) (trad. Kim Andriga), Bruxelles, L'arbre de Diane, 2023 (1re éd. 2017) (ISBN 9782930822259)
- (nl) Begrafenis,  Kort verhaal in het boek Zwart - Afro-Europese literatuur uit de Lage Landen, onder redactie van Vamba Sherif en Ebissé Rouw., Atlas Contact, 2018
- (nl) Hoe het voelt om van kleur te zijn, Nieuwe vertaling van Zora Neale Hurston essay How it feels to be colored me (1928, Verenigde Staten) door Sayonara Stutgard met een briefwisseling uit 2017 van Kristina Kay Robinson (Verenigde Staten)
- (nl) Confrontaties, Amsterdam, Lebowski Publishers, 2020, 223 p. (ISBN 9789048842438)
- (nl) Over over morgen - Andere verhalen over de toekoms, Verhalen van, naast Atangana Bekono: Fiep van Bodegom, Arnon Grunberg, Ish Ait Hamou, Auke Hulst, Jens Meijen, Jeroen Olyslaegers, Lize Spit, Annelies Verbeke en Rebekka de Wit, Uitgeverij Vrijdag, 2021, 207 p. (ISBN 9789464340068)
- (nl) Zo hoog de zon stond, Amsterdam, De Arbeiderspers, 2022, 96 p. (ISBN 9789029547185)
- (nl) Marshmallow, Amsterdam, De Arbeiderspers, 2024 (ISBN 9789029545020)

## Prix et distinctions
- 2018 - Prix de poésie de début de carrière en mer pour Hoe de eerste vonken zichtbaar waren
- 2019 - Bourse Charlotte Köhler pour Hoe de eerste vonken zichtbaar waren
- 2021 - Meilleur livre pour jeunes adultes décerné par la Fondation de propagande collective pour le livre néerlandais (CPNB) pour Confrontations[8]
- 2021 - Prix Hebban pour Confrontations[9]
- 2022 - Prix Anton Wachter pour Confrontations
- 2024 - Prix Jan Campert pour Marshmallow[10]